# مونته دی مالو
مونته دی مالو (به ایتالیایی: Monte di Malo) یک کومونه در ایتالیا است که در استان ویچنزا واقع شده‌است.

## خصوصیات
مونته دی مالو ۲۳ کیلومترمربع مساحت و ۲٬۸۹۸ نفر جمعیت دارد و ۳۷۴ متر بالاتر از سطح دریا واقع شده‌است.